# Federico Callori di Vignale
Federico Callori di Vignale (né le 15 décembre 1890 à Vignale Monferrato, dans la province d'Alexandrie, au Piémont et mort le 10 août 1971) est un prélat italien de l'Église catholique romaine qui est le secrétaire particulier du pape Jean XXIII. 

## Biographie
Federico Callori di Vignale est créé cardinal par le pape Paul VI avec le titre de cardinal-diacre de S. Giovanni Bosco in via Tuscolana nouvellement créé lors du consistoire du 22 février 1965.